# Taviodes virgata
Taviodes virgata är en fjärilsart som beskrevs av Griveaud och Pierre E.L. Viette 1961. Taviodes virgata ingår i släktet Taviodes och familjen nattflyn. Inga underarter finns listade i Catalogue of Life.